# سكوت هيرستون
سكوت هيرستون (بالإنجليزية: Scott Hairston)‏ هو لاعب كرة قاعدة أمريكي، ولد في 25 مايو 1980 في فورت وورث في الولايات المتحدة.

## وصلات خارجية
- سكوت هيرستون على موقع دوري كرة القاعدة الرئيسي (الإنجليزية)
- سكوت هيرستون على موقعبيزبول رفرنس.كوم (الدوري الرئيسي) (الإنجليزية)
- سكوت هيرستون على موقعبيزبول رفرنس.كوم (الدوري الثانوي) (الإنجليزية)
- سكوت هيرستون على موقع إي إس بي إن.كوم (أم.أل.بي) (الإنجليزية)
- سكوت هيرستون على موقع مشجعي الرسوم البيانية (الإنجليزية)